# Тразадінген
Тразадінген (нім. Trasadingen) — громада  в Швейцарії в кантоні Шаффгаузен, округ Унтерклеттгау.

## Географія
Громада розташована на відстані близько 110 км на північний схід від Берна, 17 км на захід від Шаффгаузена.
Тразадінген має площу 4,1 км², з яких на 10,9% дозволяється будівництво (житлове та будівництво доріг), 75,5% використовуються в сільськогосподарських цілях, 12,9% зайнято лісами, 0,7% не є продуктивними (річки, льодовики або гори).

## Демографія
2019 року в громаді мешкало 598 осіб (+0,7% порівняно з 2010 роком), іноземців було 26,8%. Густота населення становила 144 осіб/км².
За віковим діапазоном населення розподілялося таким чином: 19,1% — особи молодші 20 років, 61,2% — особи у віці 20—64 років, 19,7% — особи у віці 65 років та старші. Було 272 помешкань (у середньому 2,2 особи в помешканні).
Із загальної кількості 267 працюючих 85 було зайнятих в первинному секторі, 90 — в обробній промисловості, 92 — в галузі послуг.